# Chigny (Aisne)
Chigny é uma comuna francesa na região administrativa de Altos da França, no departamento de Aisne. Estende-se por uma área de 10,47 km². Em 2010 a comuna tinha 152 habitantes (densidade: 14,5 hab./km²).